# Alexander P. de Seversky
Alexander Prokofieff de Seversky (7 juin 1894 – 24 août 1974) est un pionnier de l'aviation et militaire russe, naturalisé américain par la suite, fervent défenseur du bombardement stratégique.

## Biographie

### Jeunesse en Russie
De filiation noble russe, Seversky est né à Tbilissi, faisant alors partie de l'Empire russe et appelé Tiflis (aujourd'hui en Géorgie). Il est entré dans une école militaire à 10 ans. Le père Nikoloz  Gedevanishvili  Seversky était l'un des premiers aviateurs russes à posséder un avion (une version modifiée du Blériot XI construits par Mikheil Grigorashvili (en)) et à 14 ans, quand Seversky est entré à l'École navale de la Russie impériale, son père lui avait déjà appris à voler. Ingénieur diplômé en 1914, le lieutenant Seversky servait en mer dans une flottille de destroyers quand la Première Guerre mondiale a débuté.

### Première Guerre mondiale
Seversky, sélectionné pour servir en tant que pilote dans l'aéronavale, a été transféré à l'École militaire d'aéronautique de Sébastopol, en Crimée. Après avoir terminé un programme de troisième cycle sur l'aéronautique en 1914-1915, il a été affecté en tant que pilote l'été 1915 dans une unité d'aviation de la flotte de la Baltique. Stationné dans le golfe de Riga, pour sa première mission, il a attaqué un destroyer allemand, mais fut touché par l'ennemi, l'avion prit feu avant d'avoir pu larguer ses bombes. Les bombes ont explosé dans le crash, tuant son navigateur et blessant grièvement Seversky.
Les médecins ont dû amputer sa jambe au-dessous du genou et bien qu'il ait été équipé d'une jambe artificielle et malgré ses protestations, les autorités l'on jugé inapte à retourner au combat. Pour prouver à ses supérieurs qu'il pouvait encore voler, Seversky est apparu à l'improviste dans un spectacle aérien, mais a été arrêté à la suite de sa performance aérienne téméraire.
Le tsar Nicolas II est intervenu pour lui et en juillet 1916, Seversky est retourné en mission de combat, abattant son premier avion ennemi le troisième jour. Le 14 octobre 1916, il est forcé d'atterrir en territoire ennemi, mais réussit à revenir en sécurité dans ses propres lignes. Il a ensuite volé 57 missions de combat, abattant six avions allemands (ses revendications de 13 victoires feraient de lui le troisième as russe de la Première Guerre mondiale, ces victoires sont contestées). En février 1917, il assure le commandement du détachement du 2e Naval Fighter, jusqu'à ce qu'il soit grièvement blessé dans un accident ; un wagon tiré par des chevaux a cassé sa jambe valide. Après avoir servi à Moscou, en tant que chef de l'aviation de poursuite, Seversky retourne au combat.
Seversky est le premier as de la marine russe dans le conflit. Pour ses faits de guerre, il a reçu l'ordre impérial et militaire de Saint-Georges (4e classe), l'ordre de Saint-Vladimir (4e classe), l'ordre de Saint-Stanislas (2e et 3e classe) et l'ordre de Sainte-Anne (2e, 3e et 4e classe).

### Émigration aux États-Unis
Pendant la révolution de 1917, Seversky, stationné à Saint-Pétersbourg, est resté sous l'uniforme, à la demande du commandant en chef de la Flotte de la Baltique. En mars 1918, il est nommé assistant à l'attaché naval de la mission de l'aviation navale russe aux États-Unis. Seversky quitte la Russie via la Sibérie et tandis qu'il est aux États-Unis, il décide d'y rester plutôt que de revenir vers une Russie déchirée par la Révolution. Il s'installe à Manhattan où il a brièvement tenu un restaurant.

### Carrière dans l'aviation
En 1918, Seversky offre ses services au ministère de la Guerre en tant que pilote, le général Kenly, chef du Signal Corps, le nommant ingénieur-conseil et pilote d'essai assigné à la production d'avion du district de Buffalo.
Après l'armistice, Seversky devient l'assistant du général Billy Mitchell défenseur de l'aviation, l'aidant dans ses efforts pour prouver que la force aérienne peut couler des cuirassés.
Seversky a déposé et obtenu le premier brevet de ravitaillement en vol en 1921. Au cours des années suivantes, 364 demandes de brevets seront déposées, parmi lesquelles le premier viseur de bombardement gyrostabilisé, que Seversky a développé avec la Sperry Gyroscope Company en 1923.

#### Seversky Aircraft Corporation
Utilisant les 50 000 $ provenant de la vente de son viseur de bombardement au gouvernement américain, Seversky crée la Seversky Aero Corporation en 1923. Spécialisée dans la fabrication de pièces et d'instruments d'avion, la petite entreprise a été incapable de survivre à l'effondrement boursier de 1929.
Le 16 février 1931, avec le soutien du milliardaire de Wall Street, Edward Moore, et d'autres investisseurs, il ressuscite l'entreprise en tant que New Seversky Aircraft Corporation à Long Island, New York. S'installer dans l'ancienne usine d'hydravions de EDO Corporation (en) à College Point, Long Island et les brevets de Seversky étaient les principaux atouts de la nouvelle société, résolu à investir dans la recherche et la conception plutôt que de compter sur la fabrication sous licence. Nombre des ingénieurs de Seversky Aircraft étaient des russes ou géorgiens que Seversky avait sauvés des purges de Staline en les amenant aux États-Unis, y compris les ingénieurs en chef Michael Gregor (en) et Alexander Kartveli. Avec Seversky, les concepteurs ont commencé un hydravion monoplan tout métal multiplace : le SEV-3 (en). Cette conception révolutionnaire allait permettre de battre de nombreux records de vitesse dans les National Air Races de 1933 à 1939, souvent piloté par Seversky lui-même qui était le plus grand « porte parole » de l'entreprise. Le 15 septembre 1935, volant à une vitesse d'un peu plus de 370 km/h, Seversky a établi le record mondial de vitesse pour les hydravions à moteur à pistons.
Seversky a également établi un record de vitesse transcontinental en 1938.
Le SEV-3 a finalement été l'ancêtre d'une famille d'avions de combat avancés comprenant le SEV-3XLR, le 2-XP (expérimental à deux places), le BT-8 de formation et le chasseur SEV-1P (monoplace).

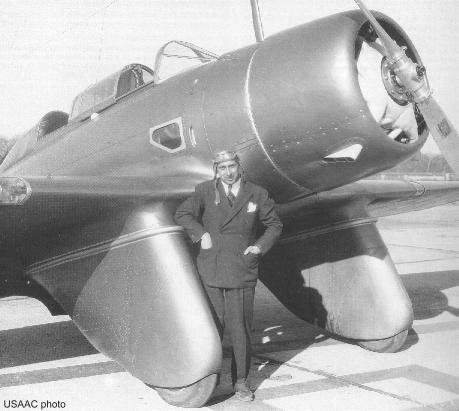
Alexander de Seversky debout devant le SEV-3XAR, automne 1934.

La modification la plus radicale s'est produite lorsque le train fixe du SEV-1P est remplacé par un train se rétractant en arrière sous le fuselage qui a donné le prototype de la série de chasseurs P-35 A.
Le bureau d'études de Seversky Aircraft dirigé par Seversky était chargé de 25 différents projets innovants, beaucoup d'entre eux sont « mort-né », y compris le Seversky Super-Clipper, un octomoteur de 76,2 m d'envergure, destiné au transport transocéaniques, doté d'un train tricycle et à haute vitesse. Le SEV-S2, pratiquement identique au P-35, qui a été l'objet d'essais en 1937, a dominé les trois dernières courses du Trophée Bendix, en commençant par 1937, lorsque Frank Fuller l'a remporté à une vitesse moyenne de 415,51 km/h.
La Seversky Aircraft Company acquiert de nouvelles installations à Long Island en 1936, achetant trois usines, un terrain d'aviation avec un hangar avec une base de montage d'hydravion à Famingdale et Amityville.
Malgré l'attribution de plusieurs contrats gouvernementaux, Seversky Aircraft Company n'a jamais été capable de faire des profits sous la gestion de Seversky et en septembre 1938, la société a dû être renflouée à nouveau par Paul Moore (le frère et héritier d'Edward). Il accepta de financer le sauvetage de la société à condition que Seversky, en tant que président, effectue des coupes dans son personnel, tandis que le conseil d'administration donnait plus de pouvoirs au directeur-général Wallace Kellett. Un contrat controversé que Seversky négocia en secret avec les Japonais concernant 20 chausseurs SEV-2PA-B3 créa un antagonisme avec le ministère de la Guerre, conduisant inévitablement à la pression du gouvernement américain sur l'USAAC pour limiter le P-35 au premier lot de 76 appareils.
Tandis que Seversky est en Europe pour une tournée de ventes durant l'hiver 1938-1939, le conseil réorganise la compagnie le 13 octobre 1939, rebaptisée Republic Aviation Corporation avec Kellett comme nouveau président. Seversky attaque en justice pour réparation, mais tandis que les actions juridiques traînaient en longueur, le conseil d'administration vote son éviction de la société qu'il avait créée. Republic Aviation allait devenir un mastodonte industriel pendant la Seconde Guerre mondiale avec la conception et la production du P-47 Thunderbolt et dans les années d'après-guerre, une lignée réussie d'avions de chasse, avant d'être rachetée par Fairchild en 1965.

### La défense de l'Air Force
Comme la Seconde Guerre mondiale approchait, Seversky s'absorba dans la formulation de ses théories de la guerre aérienne.
Peu après le 7 décembre 1941, jour de l'attaque de Pearl Harbor, il a écrit Victory Through Air Power (Victoire dans les airs), publié en avril 1942, préconisant l'utilisation stratégique des bombardements aériens. Le livre est un best-seller, (no 1 sur la liste des best-seller du New York Times), dont la première édition parait à la mi-août 1942 et reste à la première place pendant quatre semaines), avec cinq millions d'exemplaires vendus. La popularité du livre et son message percutant conduit Walt Disney à l'adapter en un film d'animation du même nom (1943), où Seversky (qui a également servi de conseiller technique) et le Général Mitchell - grâce à des images d'archives - font le commentaire.
Le film d'animation de Disney a reçu un accueil mitigé du box-office et des critiques qui pensaient que c'était contraire à la vocation des studios Disney que l'envoi d'un message de propagande puissant basé sur un argument politique abstrait. L'influence à la fois du livre et du film, en temps de guerre, a été significative, stimulant la conscience populaire et conduisant à un débat national sur la puissance aérienne stratégique.
Seversky a été un des nombreux défenseurs de la stratégie aérienne dont la vision a été réalisée en 1946 par la création du Strategic Air Command et le développement d'avions tels que le Convair B-36 et le B-47 Stratojet. Seversky continue à faire connaître ses idées sur les avions et les armes innovantes, notamment le Ionocraft en 1964 qui devait être un aéronef monoplace, propulsé par le vent ionique issu d'une décharge à haute tension. Une démonstration en laboratoire établit qu'il fallait 90 watts pour soulever un modèle de deux onces (60 g) et aucune version pilotée n'a jamais été construite.
Dans les années d'après-guerre, Seversky a continué à tenir des conférences et à écrire sur l'aviation et l'utilisation stratégique de la force aérienne. il a ainsi écrit : Air Power: Key to Survival (1950) et America: Too Young to Die! (1961).

### Vie personnelle
En 1923, Seversky épouse Evelyn Olliphant (1907-1967), personnalité mondaine de La Nouvelle-Orléans. Elle était également connue en tant que pilote. Ils se sont installés à New York (40 Central Park South) en 1927. En 1927, Seversky a été naturalisé citoyen des États-Unis. En 1967, Mme de Seversky est morte à son domicile d'Asharoken Beach, Northport (Long Island) à l'âge de 60 ans.
Souvent décrit comme « flamboyant » et « showman », Seversky était toujours efficace pour capter l'attention du public, et était considéré comme une célébrité médiatique. En 1942, le New York Times a même publié une de ses adresses, signalant que « le concepteur d'avion loue un appartement : le major Seversky, un des sept nouveaux locataires du 40 South Central Park ».
Seversky a été un fondateur et administrateur du New York Institute of Technology qui en 1972 a acquis une élégante demeure construite à l'origine par Alfred I. du Pont. Elle a été rebaptisée « The DeSeversky Center » en son honneur, et c'est un lieu populaire pour les mariages.
Seversky est mort en 1974 au Memorial Hospital de New York, et a été enterré dans le cimetière de Woodlawn dans le Bronx.

## Honneurs
Il a reçu en 1939 le trophée Harmon pour les progrès de l'aviation. Pour son travail sur la force aérienne Seversky a reçu la Medal of Merit en 1945 par le président Harry Truman et le Exceptional Service Medallion (en) en 1969 en reconnaissance de son service en tant que consultant spécial pour les chefs d'état-major de l'USAF. En 1970, Seversky a été inscrit dans le National Aviation Hall of Fame.

## Avions Seversky
Avant la création de la Republic Aircraft Corporation, la Seversky Aircraft Corporation a produit les avions suivants, qui étaient tous des variantes du même thème :
- Seversky AT-12 (en)
- Seversky BT-8 (en)
- Seversky FN (en)
- Seversky P-35
- Seversky XP-41
- Seversky 2PA (en)
- Seversky A8V (en)
- Seversky SEV-1XP (en)
- Seversky SEV-3 (en)
- Seversky EP-106 (Export Intercepteur)
- Seversky Navy Type S Chasseur biplace